# Ninidae
Ninidae Barber, 1956, è una piccola famiglia  di insetti Pentatomomorfi dell'ordine Rhynchota Heteroptera, superfamiglia Lygaeoidea, comprendente 13 specie.

## Descrizione
I Ninidae sono insetti di piccole dimensioni, con corpo delicato, oblungo-ovoidae, lungo 3-4 mm e con tegumento disseminato di punteggiature.
Il capo è provvisto di ocelli ed ha antenne e rostro composti da 4 segmenti. Nel torace è evidente il mesoscutello bifido all'apice e le emielitre hanno la membrana ridotta. L'addome porta gli stigmi in posizione dorsale in tutti gli uriti ad eccezione del VII, nel quale sono ventrali.

## Biologia e diffusione
La biologia della famiglia è poco conosciuta. La letteratura cita l'associazione di questi insetti con piante Monocotiledoni, di cui utilizzano i semi.
È diffusa prevalentemente nelle regioni tropicali dell'Africa, dell'Asia e dell'Oceania, tuttavia sono presenti specie anche nella Regione paleartica e nella Regione neartica.

## Sistematica e diffusione
Le 13 specie che compongono questa famiglia sono ripartite fra 5 generi:
- Cymoninus
- Neoninus
- Ninomimus
- Ninus
- Paraninus

Lo schema tassonomico tradizionale, ancora adottato da diverse fonti, include questo raggruppamento nella famiglia dei Lygaeidae, al rango di tribù compresa nella sottofamiglia dei Cyminae.